# Арлінгтон (Вайомінг)
Арлінгтон (англ. Arlington) — переписна місцевість (CDP) в США, в окрузі Карбон штату Вайомінг. Населення — 37 осіб (2020).

## Географія
Арлінгтон розташований за координатами 41°36′19″ пн. ш. 106°11′59″ зх. д. / 41.60528° пн. ш. 106.19972° зх. д. (41.605270, -106.199726). За даними Бюро перепису населення США в 2010 році переписна місцевість мала площу 10,48 км², уся площа — суходіл.

## Демографія
Згідно з переписом 2010 року, у переписній місцевості мешкало 25 осіб у 10 домогосподарствах у складі 8 родин. Густота населення становила 2 особи/км². Було 26 помешкань (2/км²).
Расовий склад населення:
| - 100,0 % — білих |

До двох чи більше рас належало 0,0 %. Частка іспаномовних становила 0,0 % від усіх жителів.
За віковим діапазоном населення розподілялося таким чином: 28,0 % — особи молодші 18 років, 68,0 % — особи у віці 18—64 років, 4,0 % — особи у віці 65 років та старші. Медіана віку мешканця становила 43,3 року. На 100 осіб жіночої статі у переписній місцевості припадало 92,3 чоловіків; на 100 жінок у віці від 18 років та старших — 100,0 чоловіків також старших 18 років.
За межею бідності перебувало 12,1 % осіб, у тому числі 0,0 % дітей у віці до 18 років та 100,0 % осіб у віці 65 років та старших.
Цивільне працевлаштоване населення становило 11 осіб. Основні галузі зайнятості: публічна адміністрація — 54,5 %, транспорт — 45,5 %.